# Marco Reus
Marco Reus (pronunciación en alemán: /ˈmaʁkoː ˈʁɔʏs/) (Dortmund, 31 de mayo de 1989) es un futbolista alemán que juega como centrocampista o delantero en Los Angeles Galaxy de la Major League Soccer.
Formado en las cantera del Borussia Dortmund y del Rot Weiss Ahlen, obtuvo el reconocimiento en su país durante su etapa en el Borussia Mönchengladbach, en la que ganó el reconocimiento al futbolista alemán del año. En su regreso al equipo de Dortmund se consagró como futbolista de élite, llegando a la final de la Liga de Campeones y obteniendo numerosos títulos y varios reconocimientos a nivel individual. Además, es internacional absoluto con la selección alemana, con la cual debutó con 22 años. Su juego ofensivo y directo le permite jugar en varias posiciones del centro del campo, e incluso en otras más ofensivas como segundo delantero o enganche. El julio de 2016, tras su muy destacada temporada fue imagen de la portada del videojuego FIFA 17.

## Trayectoria

### Inicios
Marco Reus comenzó a jugar a fútbol en 1994, en el club Post SV Borussia. En 1996 se unió a las categorías inferiores del Borussia Dortmund. Jugó en el Dortmund hasta que, a los 17 años de edad, se unió a las inferiores del Rot Weiss Ahlen en el verano de 2006. Durante su primer año, jugó como centrocampista ofensivo en cinco partidos para el segundo equipo, en la liga Westfalia. Anotó un gol en cada uno de sus dos primeros partidos. Al año siguiente, fue capaz de entrar en el primer equipo del Ahlen, que jugaba en la tercera división alemana. Jugó 14 partidos y anotó dos goles. Uno de sus goles llegó en el último día de la temporada y promocionó al equipo a la 2. Bundesliga.
En la temporada 2008/09, a los 19 años de edad, debutó como jugador de fútbol profesional en el Rot Weiss Ahlen de la 2. Bundesliga. Jugó 27 partidos y anotó cuatro goles.

### Revelación en Mönchengladbach

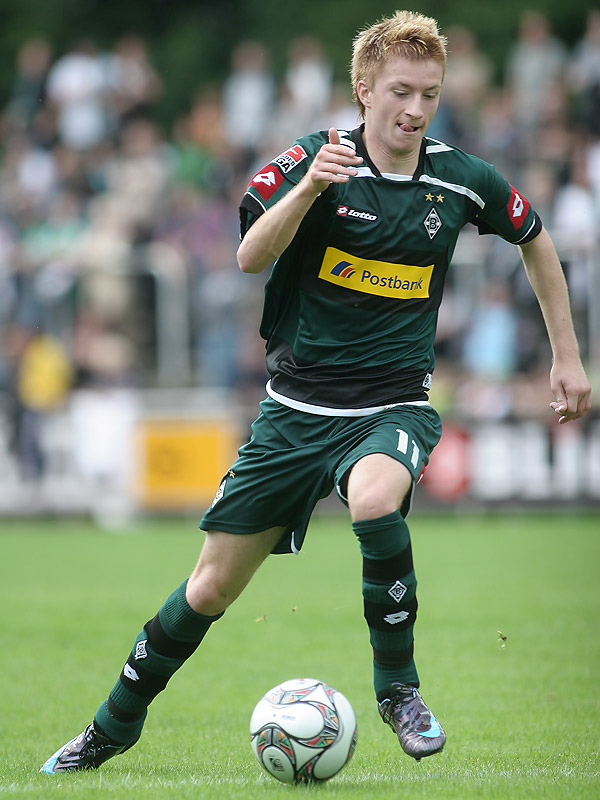
Reus jugando para el Borussia Mönchengladbach.

El 25 de mayo de 2009 firmó un contrato de 4 años con el club de la Bundesliga, Borussia Mönchengladbach. El 28 de agosto de 2009, anotó su primer gol en la Bundesliga, en un partido contra el Maguncia 05 después de una jugada individual de 50 metros, y desde entonces se convirtió en el máximo goleador de la plantilla. Al inicio de la temporada 2011-12 comenzó en buena forma, anotando diez goles en trece partidos. Fue su mejor temporada en el club a nivel goleador, ya que alcanzó los 21 goles entre Liga y Copa.

### Consagración mundial en Dortmund

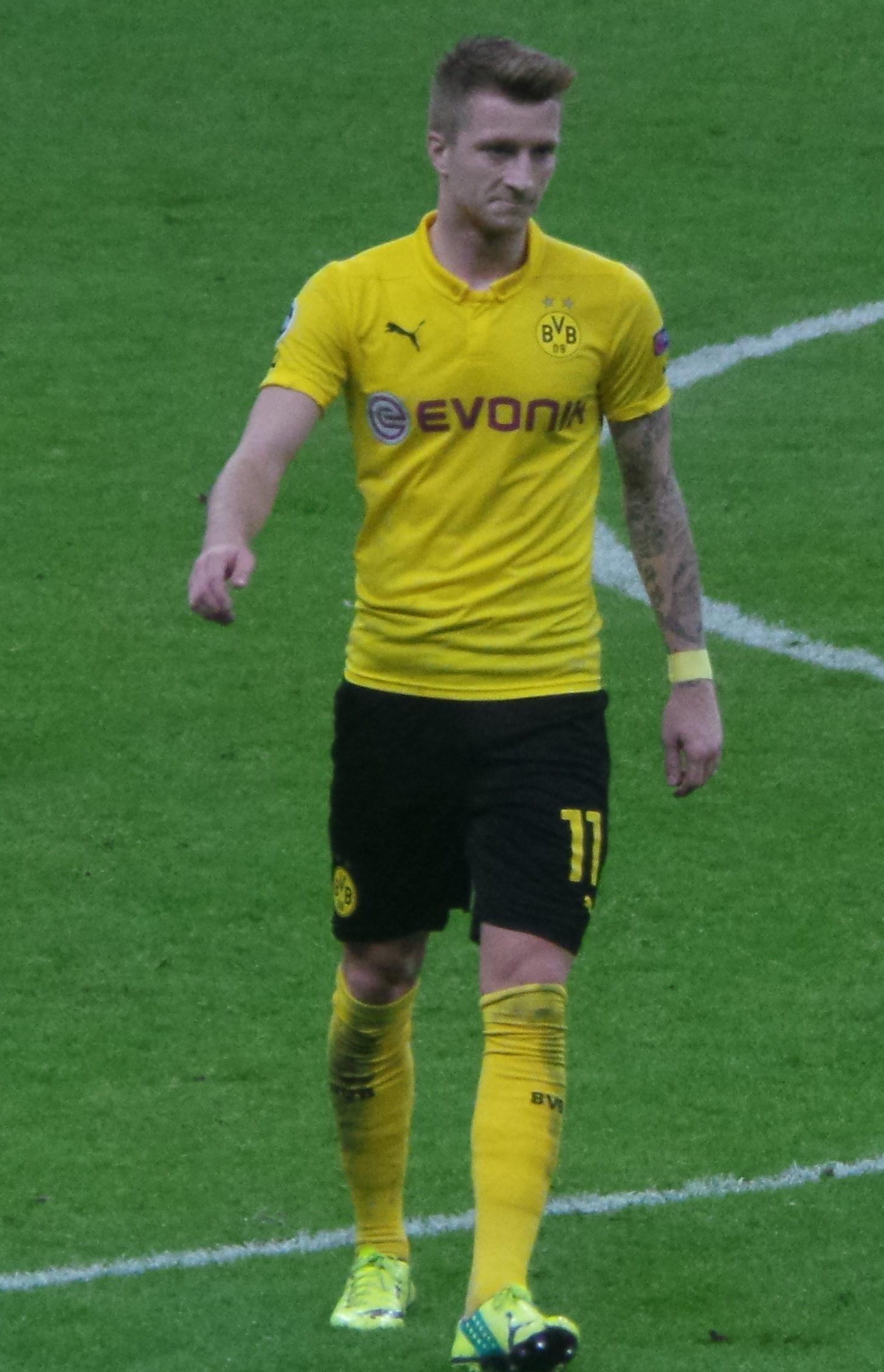
Marco jugando para el Borussia Dortmund.

En enero de 2012, se anunció su fichaje por el Borussia Dortmund para el verano siguiente, en un traspaso de unos 18 millones de euros. En su debut con el Dortmund en la Bundesliga, el 24 de agosto de 2012, marcó un gol con el que el equipo finalizó con una victoria 2-1 sobre el Werder Bremen. El 29 de septiembre, anotó un doblete para el Dortmund, en una victoria por 5-0 contra su antiguo club, el Borussia Mönchengladbach, ayudando al Dortmund a llegar a lo más alto de la tabla de la Bundesliga en seis partidos.
El 3 de octubre, hizo su debut en la Liga de Campeones y abrió el marcador para el Dortmund en un empate 1-1 ante el Manchester City. Después abrió el marcador para el campeón alemán en su empate 2-2 contra el Real Madrid en el Santiago Bernabéu, el 6 de noviembre, anotando con un potente disparo tras un pase de su compañero Robert Lewandowski. En su siguiente partido en la Liga de Campeones, el 21 de noviembre, anotó el primer gol del Dortmund en la victoria por 1-4 ante el AFC Ajax en el Amsterdam Arena, asegurando la clasificación para los octavos de final, como campeón del Grupo D. El 16 de febrero de 2013, Reus marcó un triplete en un partido contra el Eintracht Frankfurt (3-0). El 9 de abril marcó uno de los dos goles que marcó su equipo en el descuento y que sirvieron para eliminar al Málaga en los cuartos de final.
Tras una temporada increíble a título individual, el 25 de mayo de 2013, jugó la final de la UEFA Champions League, la cual perdió frente al Bayern Múnich. Finalizó la Bundesliga en la 2.ª posición, a 25 puntos del campeón, también el Bayern Múnich.
El 27 de julio de 2013, anotó dos tantos en la final de la Supercopa de Alemania de 2013 lograda ante el Bayern de Múnich (4-2).
El 29 de marzo, marcó un triplete en la victoria 3-2 ante el Stuttgart en la Bundesliga. Diez días después logró un doblete ante el Real Madrid (2-0), que no fue suficiente para acceder a las semifinales de la Liga de Campeones. Tras esta gran campaña, en la que logró sus mejores registros merced a sus 23 goles y 23 asistencias, se especuló sobre su posible salida del Borussia Dortmund hacia otros grandes clubes de Europa como Real Madrid, FC Barcelona, Bayern Múnich, Manchester United,  París Saint-Germain y Chelsea. No obstante, el jugador aseguró que se sentía feliz en el club alemán y que tenía intención de permanecer al menos una temporada más.
Sin embargo, tras un amistoso de preparación ante Armenia en el mes de junio, se conoció la noticia de que no podría acudir al Mundial de Brasil con la selección alemana que, a la postre, se proclamaría campeona del mundo debido a una lesión en los ligamentos del tobillo izquierdo.
Su comienzo de temporada estuvo marcado por varias lesiones, que no le impidieron lograr varios goles. En el mes de septiembre sufrió una nueva lesión en un partido con su selección. A finales de noviembre sufrió una segunda lesión de tobillo, cuando llevaba cinco goles, que le tuvo de baja hasta principios de enero. La primera mitad de temporada fue dura para el Borussia Dortmund, ya que tras una mala racha de resultados el equipo llegó al parón invernal como colista de la Bundesliga. No obstante, el 10 de febrero de 2015 renovó su contrato hasta 2019 con el equipo alemán, y puso fin a las especulaciones sobre su traspaso.
La temporada para Reus, marcada por los problemas físicos, finalizó con 11 goles y 6 asistencias en 29 partidos jugados. A nivel colectivo, el equipo acabó la temporada como séptimo clasificado y como subcampeón de Copa.
En esta campaña, primera sin Jürgen Klopp, el jugador alcanzó nuevamente los 23 goles oficiales entre todas las competiciones. Su participación fue determinante en Liga Europa, donde logró nueve tantos destacando su doblete ante el Tottenham (3-0) en la ida de los octavos de final. Sin embargo, cayeron eliminados en la siguiente ronda ante el Liverpool después de sufrir una remontada del 1-3 (anotado por el propio Reus) al 4-3 en los últimos 25 minutos de partido. Por otro lado, volvieron a proclamarse subcampeones de la Copa de Alemania tras caer en los penaltis ante el Bayern.
Como ya le sucedió dos años atrás, no pudo acudir con la selección alemana a disputar la Eurocopa 2016 por una pubalgia.
Los problemas de pubalgia le mantuvieron apartado de los terrenos de juego hasta el mes de noviembre. El 22 de noviembre volvería al césped, después de seis meses de baja, logrando un doblete en la histórica victoria de Liga de Campeones frente al Legia de Varsovia por 8 a 4 en el Signal Iduna Park. Dos semanas después firmaría el tanto del empate, en los minutos finales, ante el Real Madrid a domicilio. Ese gol permitió clasificar a su equipo como primeros de grupo.
En marzo tuvo una nueva lesión muscular que le dejó fuera de las convocatoria cerca de un mes. Poco después de su regreso, firmó el único tanto de su equipo en la derrota por 3 a 1 ante el AS Monaco en los cuartos de final.
El 27 de mayo disputó la final de la Copa de Alemania, ante el Eintracht Frankfurt, y en la que pudo lograr su primer título de prestigio. Sin embargo, la felicidad no fue plena ya que tuvo que ser sustituido debido a la rotura del ligamento cruzado anterior de la rodilla derecha. Esta lesión le impidió acudir a la Copa Confederaciones, siendo el tercer torneo internacional que se perdía por lesión.

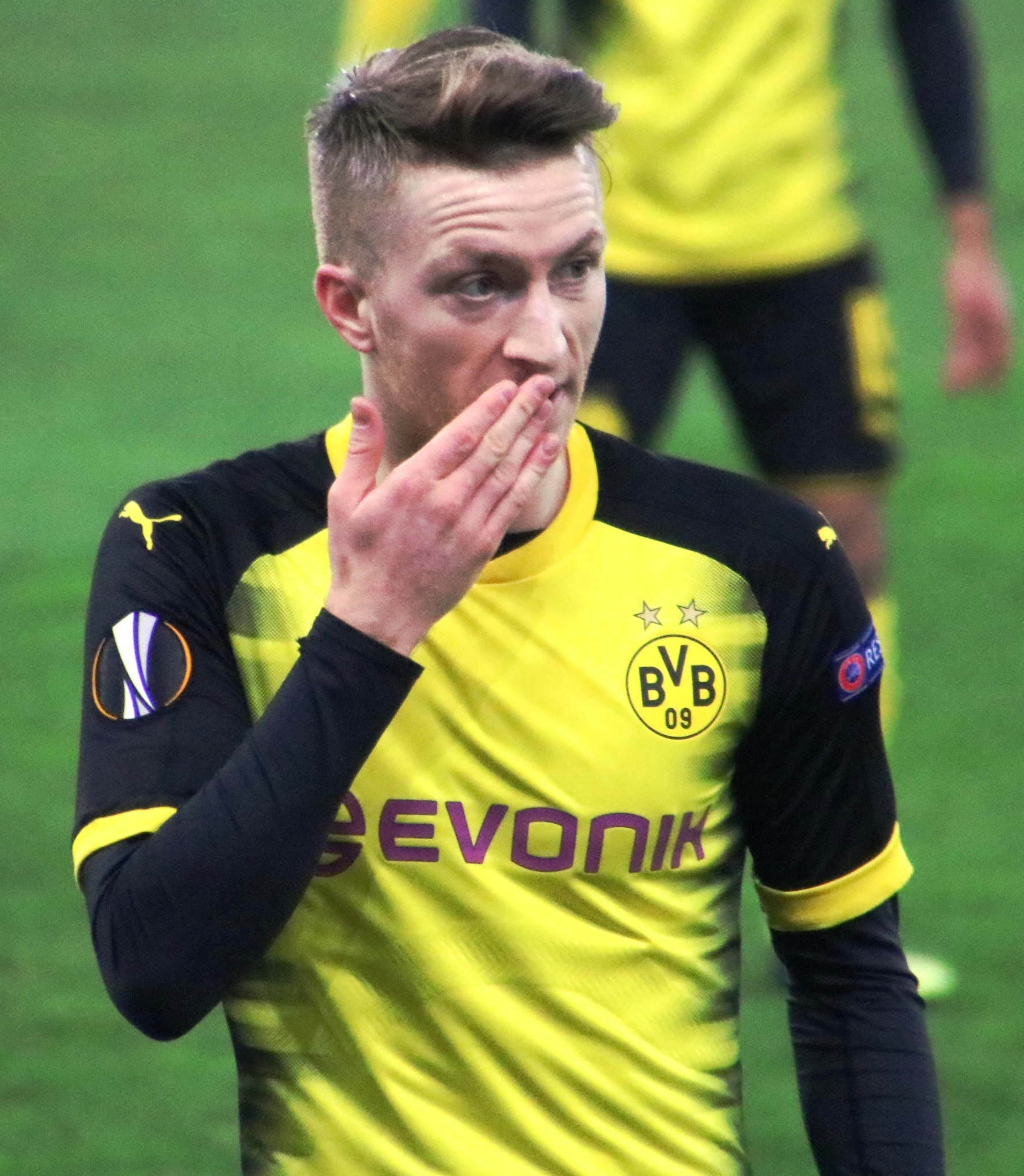
Marco Reus en un partido por los octavos de final de la Europa League contra el Red Bull Salzburgo

El 10 de febrero de 2018 jugó su primer partido oficial después de más de ocho meses sin hacerlo. Una semana después marcó su primer tanto de la nueva temporada en una victoria a domicilio ante su antiguo equipo, el Mönchengladbach, por 0 a 1. Marcaría en las siguientes dos jornadas a Augsburg y RB Leipzig, obteniendo la distinción de haber marcado así a todos los clubes de Bundesliga.
Su rendimiento en el tiempo que estuvo disponible fue excepcional, logrando siete goles en solo quince partidos. Afortunadamente, en esta ocasión sí pudo acudir a la cita con su selección después de haberse perdido las tres anteriores por lesión.
Para la temporada 2018-19 se produjo un importante cambio en el banquillo amarillo, siendo elegido Lucien Favre el nuevo técnico. Marco ya había coincidido durante su último año y medio en Mönchengladbach. El 26 de agosto, en un triunfo ante el RB Leipzig, logró su gol número 100 en Bundesliga. Justo un mes después, con su doblete ante el Nürnberg, alcanzó el centenar de goles oficiales con el Borussia Dortmund. Tres días más tarde marcó un gol en el triunfo ante el Bayer Leverkusen (2-4), que permitió situar a su equipo como líder de la clasificación. El 10 de noviembre anotó dos tantos, uno de ellos de penalti, en la victoria ante el Bayern (3-2). Durante la primera vuelta logró once goles en Bundesliga, solo uno menos que Paco Alcácer, lo que le llevó a ser elegido como el mejor jugador hasta ese momento de la temporada. Terminó la temporada con un total de 21 goles de los cuales 17 fueron en la Bundesliga.
En agosto de 2019 ganó su cuarto título con el Borussia Dortmund, contra el Bayern de Múnich en la Supercopa de Alemania. Ya en febrero de 2020 había marcado 12 goles en 26 partidos, sin embargo, a principios de febrero Reus tuvo una lesión muscular que lo alejaría de las canchas por unos meses, pero debido a la pandemia del COVID-19, la suspensión de partidos y además una tendinitis, no volvió a jugar hasta septiembre de 2020, en un amistoso contra el Sparta de Róterdam donde marcaría un gol.
Durante la temporada 2020-21 el Borussia Dortmund volvió a jugar los cuartos de final de la Liga de Campeones después de 3 años, siendo la última vez en la temporada 2017-18 contra el AS Monaco. Durante dicha ronda, en el partido de ida contra el Manchester City, marcaría el gol del empate momentáneo, convirtiéndole de este modo en el máximo goleador del Borussia Dortmund en la Liga de Campeones con 18 tantos, dejando en segundo lugar a Robert Lewandowski con 17.
Los Angeles Galaxy
El 8 de junio de 2024, se hizo oficial el acuerdo de Reus con el club estadounidense LA Galaxy, donde se acordó que este jugaría en el club hasta diciembre del 2026. Hizo su debut frente al Atlanta United, en un 24 de agosto, marcando un gol.
Reus jugaría 11 partidos en la recta final de la temporada, donde disputó 6 partidos de temporada regular y 5 de play-off, donde quedaría campeón tanto de la Conferencia Oeste como de la MLS Cup, sumando así el primer título de liga de su carrera.

## Selección nacional

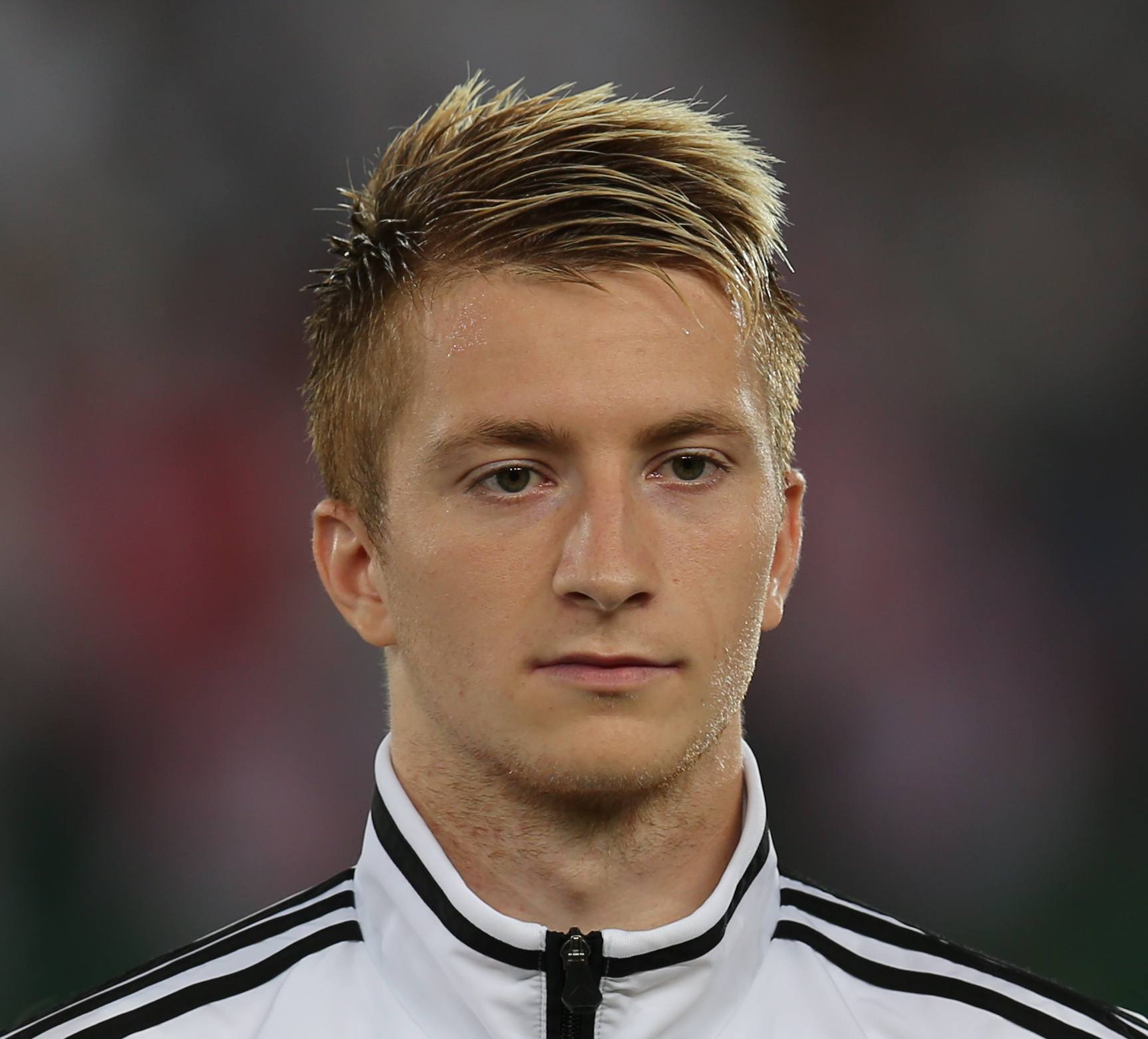
Reus con la en 2012.

Inició su carrera internacional en 2009, cuando fue convocado a la selección de fútbol sub-21 de Alemania. Debutó con la selección alemana absoluta el 7 de octubre de 2011 en un encuentro ante Turquía. En mayo de 2012 fue incluido en los 23 convocados por Joachim Löw para disputar la Eurocopa 2012, competición en la que logró un tanto en su debut ante Grecia.

El 8 de mayo de 2014, Reus fue incluido en la lista preliminar de 30 jugadores por el entrenador Joachim Löw con miras a la fase final de la Copa del Mundo de 2014. Fue ratificado entre los 23 jugadores que viajarían a Brasil el 2 de junio, pero el día 6, sufrió una lesión en el tobillo izquierdo en un amistoso, la cual lo dejó fuera de la lista para participar en la Copa del Mundo de 2014. El 31 de mayo de 2016, quedó fuera de la lista de la Eurocopa 2016 por una pubalgia.

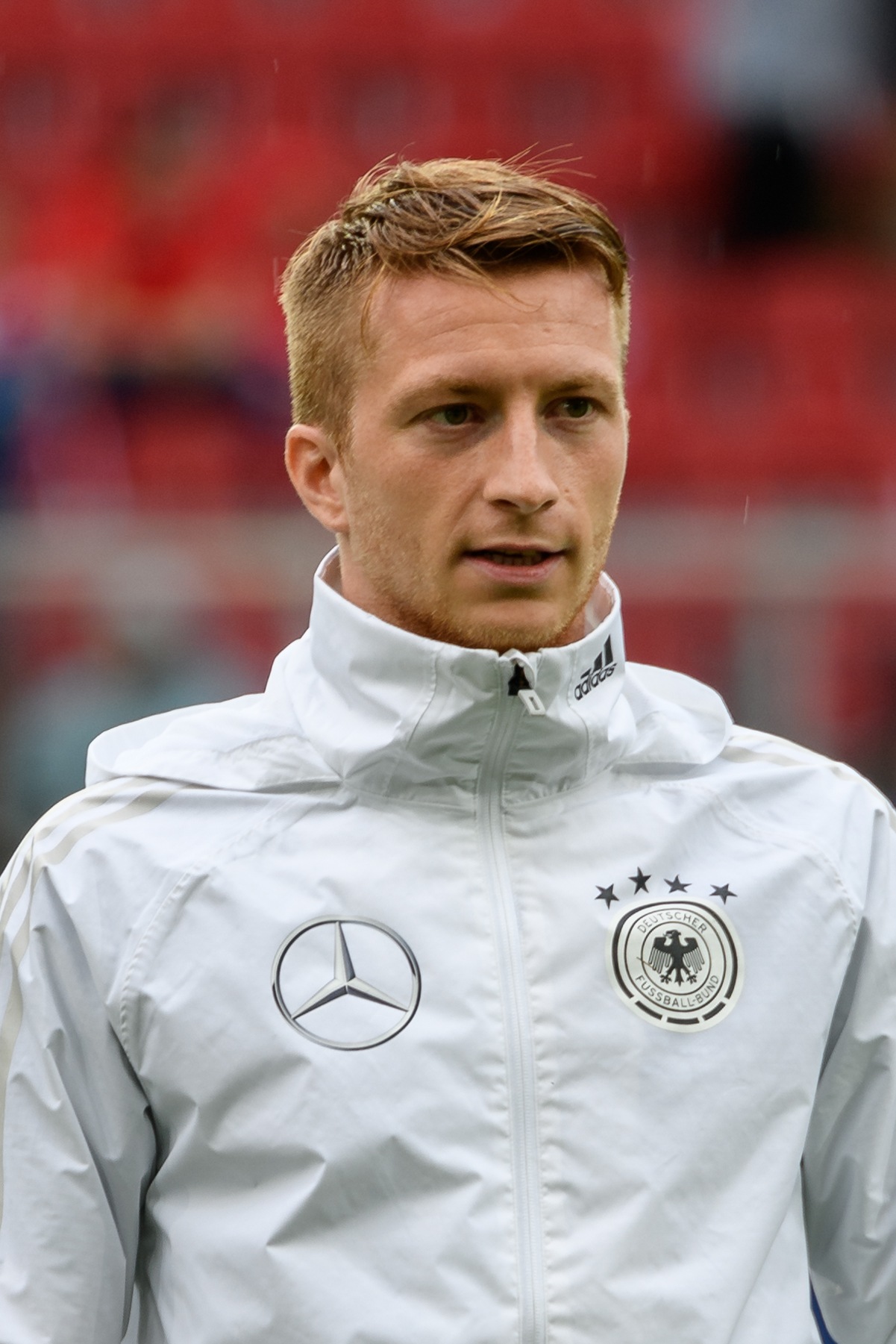
Reus previo a un encuentro entre la Selección de Alemania contra la Selección de Austria (2018)

El 2 de junio de 2018 volvió a jugar un partido con la selección alemana más de dos años después del anterior. Dos días después, el seleccionador Joachim Löw lo incluyó en la lista de 23 para el Mundial de Rusia. El 23 de junio, en su primer partido como titular en el Mundial, marcó el tanto del empate ante Suecia. Su selección ganó 2 a 1 en el descuento, tras un gran gol de Toni Kroos. Reus fue elegido MVP del partido.

## Vida personal
Reus lleva el nombre del legendario futbolista holandés, Marco van Basten. Según Reus, sus padres originalmente iban a llamarle 'Dennis', pero gracias al famoso gol de volea de Van Basten contra la Unión Soviética en la final de la Eurocopa 1988, decidieron llamarle Marco.
Reus tuvo una relación con Carolin Bohs en 2009. Terminaron su relación en 2013 pero siguen siendo amigos cercanos. Reus comenzó a salir con la modelo alemana Scarlett Gartmann en diciembre de 2015. Juntos tuvieron a su primer hijo en marzo de 2019 y se casaron más tarde ese mismo año.
Reus ha dicho que, si no fuera un futbolista profesional, sería piloto.
Reus fue el atleta de portada de FIFA 17, después de ser elegido en una encuesta organizada por los fanes de Electronic Arts.
En marzo de 2020, Reus y su esposa, Scarlett, donaron €500,000 a personas y pequeñas empresas necesitadas en su ciudad natal de Dortmund durante la pandemia de COVID-19.

### Problemas legales
En diciembre de 2014, Reus fue multado CON $540.000 por conducir sin una licencia válida, lo cual constituye un delito en Alemania. La multa se basó en su salario mensual de entonces de $180.000 . Había estado conduciendo durante años con una licencia holandesa falsa, un delito en sí mismo, y había recibido multas por exceso de velocidad en al menos cinco ocasiones desde 2011 sin que las autoridades supieran que no tenía licencia legal. Los cargos por delito de usar una licencia falsificada fueron posteriormente retirados, lo que causó cierta controversia y planteó preguntas por parte de políticos sobre si su estatus de celebridad había sido una razón para una sentencia más leve. Cuando fue condenado, Reus dijo, "Las razones por las que lo hice son algo que realmente no puedo entender." Antes de su condena, había aparecido en comerciales de automóviles y gasolina. En agosto de 2016, Reus confirmó que ahora tiene una licencia de conducir.

## Estadísticas

### Clubes
Actualizado al último partido jugado el 1 de noviembre del 2024
| Club | Div.          | Temporada     | Liga  | Liga  | Liga   | Copas(1) | Copas(1) | Copas(1) | Internacional(2) | Internacional(2) | Internacional(2) | Total | Total | Total  | Media goleadora |
| Club | Div.          | Temporada     | Part. | Goles | Asist. | Part.    | Goles    | Asist.   | Part.            | Goles            | Asist.           | Part. | Goles | Asist. | Media goleadora |
| --- | ------------- | ------------- | ----- | ----- | ------ | -------- | -------- | -------- | ---------------- | ---------------- | ---------------- | ----- | ----- | ------ | --------------- |
| Rot Weiss Ahlen · Alemania | 3.ª           | 2007-08       | 16    | 1     | 1      | -        | -        | -        | -                | -                | -                | 16    | 1     | 1      | 0.06            |
| Rot Weiss Ahlen · Alemania | 2.ª           | 2008-09       | 27    | 4     | 3      | 1        | -        | -        | -                | -                | -                | 28    | 4     | 3      | 0.14            |
| Rot Weiss Ahlen · Alemania | Total club    | Total club    | 43    | 5     | 4      | 1        | 0        | 0        | 0                | 0                | 0                | 44    | 5     | 4      | 0.11            |
| Borussia Mönchengladbach · Alemania | 1.ª           | 2009-10       | 33    | 8     | 4      | 2        | -        | -        | -                | -                | -                | 35    | 8     | 4      | 0.23            |
| Borussia Mönchengladbach · Alemania | 1.ª           | 2010-11       | 34    | 10    | 9      | 3        | 1        | 1        | -                | -                | -                | 37    | 11    | 10     | 0.30            |
| Borussia Mönchengladbach · Alemania | 1.ª           | 2011-12       | 32    | 18    | 12     | 5        | 3        | 2        | -                | -                | -                | 37    | 21    | 14     | 0.57            |
| Borussia Mönchengladbach · Alemania | Total club    | Total club    | 99    | 36    | 25     | 10       | 4        | 3        | 0                | 0                | 0                | 109   | 40    | 28     | 0.37            |
| Borussia Dortmund · Alemania | 1.ª           | 2012-13       | 32    | 14    | 11     | 4        | 1        | 1        | 13               | 4                | 4                | 49    | 19    | 16     | 0.39            |
| Borussia Dortmund · Alemania | 1.ª           | 2013-14       | 30    | 16    | 14     | 5        | 2        | 3        | 9                | 5                | 3                | 44    | 23    | 20     | 0.52            |
| Borussia Dortmund · Alemania | 1.ª           | 2014-15       | 20    | 7     | 5      | 5        | 1        | -        | 4                | 3                | 1                | 29    | 11    | 6      | 0.38            |
| Borussia Dortmund · Alemania | 1.ª           | 2015-16       | 26    | 12    | 4      | 4        | 2        | 2        | 13               | 9                | 2                | 43    | 23    | 8      | 0.53            |
| Borussia Dortmund · Alemania | 1.ª           | 2016-17       | 17    | 7     | 4      | 3        | 2        | 1        | 4                | 4                | 2                | 24    | 13    | 7      | 0.54            |
| Borussia Dortmund · Alemania | 1.ª           | 2017-18       | 11    | 7     | -      | -        | -        | -        | 4                | -                | 1                | 15    | 7     | 1      | 0.47            |
| Borussia Dortmund · Alemania | 1.ª           | 2018-19       | 27    | 17    | 11     | 3        | 3        | 1        | 6                | 1                | 1                | 36    | 21    | 13     | 0.58            |
| Borussia Dortmund · Alemania | 1.ª           | 2019-20       | 19    | 11    | 5      | 3        | 1        | -        | 4                | -                | 1                | 26    | 12    | 6      | 0.46            |
| Borussia Dortmund · Alemania | 1.ª           | 2020-21       | 32    | 8     | 6      | 7        | 2        | 4        | 10               | 1                | 2                | 49    | 11    | 12     | 0.22            |
| Borussia Dortmund · Alemania | 1.ª           | 2021-22       | 29    | 9     | 12     | 4        | 1        | 1        | 8                | 3                | 1                | 41    | 13    | 14     | 0.32            |
| Borussia Dortmund · Alemania | 1.ª           | 2022-23       | 25    | 6     | 4      | 3        | 1        | 1        | 3                | 1                | 1                | 31    | 8     | 6      | 0.26            |
| Borussia Dortmund · Alemania | 1.ª           | 2023-24       | 26    | 6     | 8      | 3        | 1        | 1        | 12               | 2                | 1                | 42    | 9     | 10     | 0.21            |
| Borussia Dortmund · Alemania | Total club    | Total club    | 294   | 120   | 84     | 44       | 17       | 14       | 90               | 33               | 20               | 428   | 170   | 125    | 0.41            |
| Los Angeles Galaxy Estados Unidos | 1.ª           | 2024          | 8     | 1     | 2      | 0        | 0        | 0        | 0                | 0                | 0                | 8     | 1     | 2      | 0.13            |
| Los Angeles Galaxy Estados Unidos | 1.ª           | 2025          |       |       |        |          |          |          |                  |                  |                  |       |       |        |                 |
| Los Angeles Galaxy Estados Unidos | Total club    | Total club    | 8     | 1     | 2      | 0        | 0        | 0        | 0                | 0                | 0                | 8     | 1     | 2      | 0.13            |
| Total carrera | Total carrera | Total carrera | 444   | 162   | 115    | 55       | 21       | 17       | 90               | 33               | 22               | 589   | 216   | 156    | 0.36            |
| (1) Incluye datos de Copa de Alemania, Supercopa de Alemania. (2) Incluye datos de Liga de Campeones de la UEFA, Liga Europa de la UEFA. |               |               |       |       |        |          |          |          |                  |                  |                  |       |       |        |                 |

### Selección nacional
Actualizado al último partido jugado el 13 de octubre de 2019.
| Selección | Año   | Amistosos | Amistosos | Amistosos | Eurocopa | Eurocopa | Eurocopa | Eliminatorias Europeas | Eliminatorias Europeas | Eliminatorias Europeas | Mundial | Mundial | Mundial | Eliminatorias Mundialistas | Eliminatorias Mundialistas | Eliminatorias Mundialistas | UEFA Nations League | UEFA Nations League | UEFA Nations League | Total | Total | Total  |
| Selección | Año   | Part.     | Goles     | Asist.    | Part.    | Goles    | Asist.   | Part.                  | Goles                  | Asist.                 | Part.   | Goles   | Asist.  | Part.                      | Goles                      | Asist.                     | Part.               | Goles               | Asist.              | Part. | Goles | Asist. |
| --------- | ----- | --------- | --------- | --------- | -------- | -------- | -------- | ---------------------- | ---------------------- | ---------------------- | ------- | ------- | ------- | -------------------------- | -------------------------- | -------------------------- | ------------------- | ------------------- | ------------------- | ----- | ----- | ------ |
| Alemania  |       |           |           |           |          |          |          |                        |                        |                        |         |         |         |                            |                            |                            |                     |                     |                     |       |       |        |
| 2011      | 1     | 0         | 0         | -         | -        | -        | 2        | 0                      | 0                      | -                      | -       | -       | -       | -                          | -                          | -                          | -                   | -                   | 3                   | 0     | 0     |        |
| 2012      | 5     | 1         | 0         | 2         | 1        | 0        | -        | -                      | -                      | -                      | -       | -       | 4       | 3                          | 3                          | -                          | -                   | -                   | 11                  | 5     | 3     |        |
| 2013      | 3     | 0         | 0         | -         | -        | -        | -        | -                      | -                      | -                      | -       | -       | 2       | 2                          | 1                          | -                          | -                   | -                   | 5                   | 2     | 1     |        |
| 2014      | 3     | 0         | 0         | -         | -        | -        | 1        | 0                      | 0                      | -                      | -       | -       | -       | -                          | -                          | -                          | -                   | -                   | 4                   | 0     | 0     |        |
| 2015      | 1     | 1         | 0         | -         | -        | -        | 3        | 1                      | 0                      | -                      | -       | -       | -       | -                          | -                          | -                          | -                   | -                   | 4                   | 2     | 0     |        |
| 2016      | 2     | 0         | 0         | -         | -        | -        | -        | -                      | -                      | -                      | -       | -       | -       | -                          | -                          | -                          | -                   | -                   | 2                   | 0     | 0     |        |
| 2017      | 0     | 0         | 0         | -         | -        | -        | -        | -                      | -                      | -                      | -       | -       | -       | -                          | -                          | -                          | -                   | -                   | 0                   | 0     | 0     |        |
| 2018      | 3     | 0         | 1         | -         | -        | -        | -        | -                      | -                      | 3                      | 1       | 1       | -       | -                          | -                          | 2                          | 0                   | 0                   | 8                   | 1     | 2     |        |
| 2019      | 1     | 0         | 1         | -         | -        | -        | 6        | 3                      | 1                      | -                      | -       | -       | -       | -                          | -                          | -                          | -                   | -                   | 7                   | 3     | 2     |        |
| Total     | Total | 19        | 2         | 2         | 2        | 1        | 0        | 12                     | 4                      | 1                      | 3       | 1       | 1       | 6                          | 5                          | 4                          | 2                   | 0                   | 0                   | 44    | 13    | 8      |

#### Participaciones en fases finales
| Mundial           | Sede              | Resultado    | Partidos | Goles | Asistencias |
| ----------------- | ----------------- | ------------ | -------- | ----- | ----------- |
| Eurocopa 2012     | Polonia y Ucrania | Semifinales  | 2        | 1     | —           |
| Copa Mundial 2018 | Rusia             | Primera fase | 3        | 1     | 1           |

#### Participaciones en fases clasificatorias
| Clasificatorias     | Sede              | Resultado   | Posición | Partidos | Goles | Asistencias | Media goleadora |
| ------------------- | ----------------- | ----------- | -------- | -------- | ----- | ----------- | --------------- |
| Clasif. Euro 2012   | Polonia y Ucrania | Clasificado | 1.º      | 2        | 0     | 0           | 0               |
| Clasif. Brasil 2014 | Brasil            | Clasificado | 1.º      | 6        | 5     | 4           | 0,83            |
| Clasif. Euro 2016   | Francia           | Clasificado | 1.º      | 4        | 1     | 0           | 0,25            |
| Clasif. Rusia 2018  | Rusia             | Clasificado | 1.º      | -        | -     | -           | -               |
| Total               | Total             | Total       | Total    | 12       | 6     | 4           | 0,50            |

### Hat-tricks
| 1 | 19 de noviembre de 2011 | Stadion im Borussia-Park, Mönchengladbach | Borussia Mönchengladbach - Werder Bremen |  | 5 - 0 | 1. Bundesliga 2011-12 |
| 2 | 16 de febrero de 2013   | Signal Iduna Park, Dortmund               | Borussia Dortmund - Eintracht Frankfurt  |  | 3 - 0 | 1. Bundesliga 2012-13 |
| 3 | 29 de marzo de 2014     | Mercedes-Benz Arena, Stuttgart            | VfB Stuttgart - Borussia Dortmund        |  | 2 - 3 | 1. Bundesliga 2013-14 |
| 4 | 27 de agosto de 2015    | Signal Iduna Park, Dortmund               | Borussia Dortmund - Odds BK              |  | 7 - 2 | Europa League 2015-16 |

## Palmarés

### Títulos nacionales
| Título                | Equipo            | País           | Año  |
| --------------------- | ----------------- | -------------- | ---- |
| Supercopa de Alemania | Borussia Dortmund | Alemania       | 2013 |
| Supercopa de Alemania | Borussia Dortmund | Alemania       | 2014 |
| Copa de Alemania      | Borussia Dortmund | Alemania       | 2017 |
| Supercopa de Alemania | Borussia Dortmund | Alemania       | 2019 |
| Copa de Alemania      | Borussia Dortmund | Alemania       | 2021 |
| MLS Conferencia Oeste | L. A. Galaxy      | Estados Unidos | 2024 |
| MLS Cup               | L. A. Galaxy      | Estados Unidos | 2024 |

### Distinciones individuales
| Distinción                                      | Año        |
| ----------------------------------------------- | ---------- |
| Jugador revelación de la Bundesliga             | 2012       |
| Mejor jugador de la Bundesliga por Kicker       | 2012, 2014 |
| Futbolista alemán del año                       | 2012, 2019 |
| Equipo ideal de la UEFA                         | 2013       |
| Nominado al FIFA/FIFPro World XI                | 2013, 2014 |
| Máximo asistente de la Bundesliga               | 2014       |
| Jugador del año del Borussia Dortmund           | 2014       |
| Equipo ideal de la Liga de Campeones de la UEFA | 2014       |
| Nominado al equipo ideal de la UEFA             | 2014       |
| Jugador del partido vs Suecia - Copa del Mundo  | 2018       |
| Mejor Jugador del Mes de la Bundesliga (x3)     | 2018       |
| Futbolista del año en la selección alemana      | 2018       |